# Tetrindole
Tetrindole là một ứng cử viên thuốc có chức năng bằng cách ức chế đảo ngược monoamin oxydase A; nó được tổng hợp lần đầu tiên ở Moscow vào đầu những năm 1990. Tetrindole có cấu trúc hóa học tương tự pirlindole (Pyrazidol) và metralindole.